# Antonius van Wijnbergen
Le baron Antonius van Wijnbergen, né à Loenen le 8 mars 1869 et mort à Amsterdam le 1er mars 1950, est un homme politique néerlandais.

## Mandats et fonctions
- Membre de la seconde Chambre : 1904-1933
- Président du Centrale Raad van Beroep : 1933-1939